# Heidersbach (Suhl)

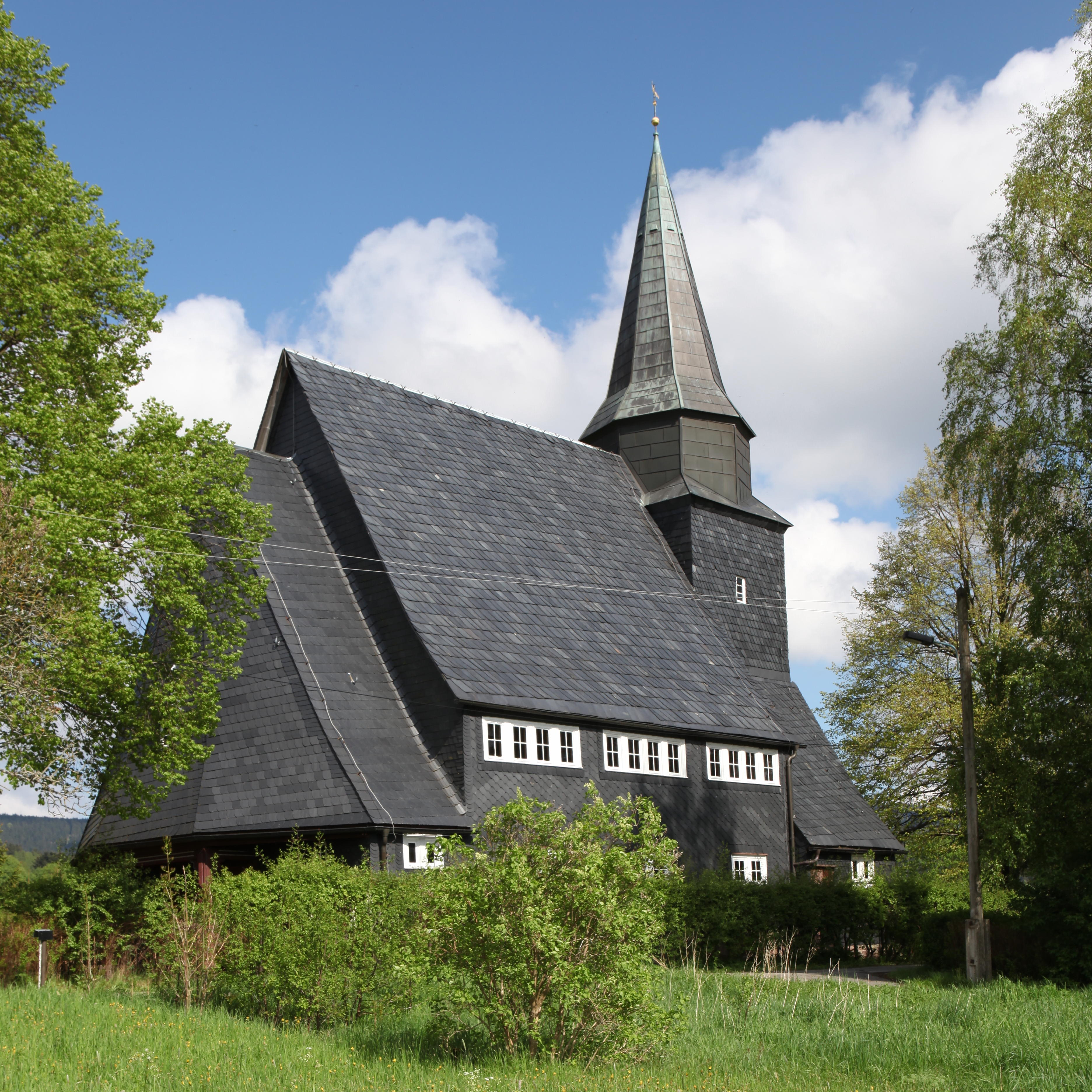
Evangelische Kirche

Heidersbach ist ein Teil des Ortsteils Goldlauter-Heidersbach der Stadt Suhl in Thüringen.

## Lage
Heidersbach liegt nordwestlich von Goldlauter an der Kreisstraße 502 am Fuß des Großen Beerberges im Thüringer Wald. Das Biosphärenreservat Vessertal grenzt an die östliche Gemarkung. Zella-Mehlis befindet sich westlich. Die Lauter, ein Nebenfluss der Hasel, fließt durch das Tal.

## Geschichte
Heidersbach wurde auf Antrag von vier Bewohnern Goldlauters gegründet, die dort wegen Überbevölkerung keine Wohnung fanden und deshalb dem Oberaufseheramt Scheusingen am 4. Februar 1706 den Vorschlag unterbreiteten, statt außer Landes zu gehen, zwischen Goldlauter und Zella im Amt Suhl ein neues Dorf zu gründen, das nach dem Flüsschen Heidebach oder Ruhestatt genannt werden sollte. Die Antragsteller waren der Kupferstecher Johann Nicol Stockmar, der Köhler Johann Georg Amarell, der Rohrschmied Johann Kummer und der Schleifer und Rohrschmied Hans Storch. Dem Gesuch schlossen sich am 3. März 1706 die beiden Köhler Caspar Schneider und Stephan Jung, genannt Gering, an. Der Oberaufseher Beust leitete die Gesuche an den Landesherren, Herzog Moritz Wilhelm von Sachsen-Zeitz, weiter. Dieser genehmigte am 8. April 1706 die Gründung des neuen Ortes mit der Auflage, dass dieser fortan Heidersbach genannt wird.
Die urkundliche Ersterwähnung datiert aus dem Jahr 1708. 1875 lebten in dem Bergdorf bereits 351 Personen. Es fand der Bergbau von Silber und Kupfer statt.
Goldlauter und Heidersbach wurden am 1. April 1938 zur Gemeinde Goldlauter-Heidersbach zusammengelegt. Diese wurde am 1. April 1979 in die Stadt Suhl eingemeindet.
Die Zahl der Einwohner vergrößerte sich durch Zuzüge und Wachstum der Familien.
| Jahr      | 1706 | 1875 | 1907  |
| --------- | ---- | ---- | ----- |
| Einwohner | 0008 | 0351 | 1.150 |

Die Bewohner waren zunächst nach Goldlauter gepfarrt, erhielten Anfang des 20. Jahrhunderts die Gemeindeselbstständigkeit und einen eigenen Kirchbau, die evangelische Landkirche im Fachwerkstil, die 1909 eingeweiht wurde, gebaut unter Leitung von Collmann von Schatteburg. Sie wurde später komplett mit Schiefer verkleidet. Zur Ausstattung gehören Sitzbänke für 359 Personen, eine Orgel auf der Empore und ein Glockengeläut mit Paddelantrieb.

## Wirtschaft
Die früheren Tätigkeiten der ersten Einwohner, die vor allem Handwerker und Köhler waren, wurden aufgegeben, dafür begann der Bergbau (s. o.). Die landwirtschaftliche Bewirtschaftung der Flächen sicherte die Eigenversorgung mit Grundnahrungsmitteln.
Seit den 1970er Jahren ist Goldlauter-Heidersbach ein Kurort und die Einwohner des Ortsteils leben größtenteils vom Tourismus.